# Красноборский (Карелия)
Краснобо́рский (карел. Krasnoborski) — посёлок в Пудожском районе Республики Карелия. Административный центр Красноборского сельского поселения.

## География
Посёлок находится на берегу озера Мурмозеро, на расстоянии 20 км (по автодорогам) к юго-западу от города Пудож, административного центра района.
Ближайшие сёла: Нигижма — в 2 км севернее, Гакугса — 11 км южнее.

## История
В годы Советско-финской войны (1941—1944 годов) на месте посёлка располагался военный городок. До 2004 года входил в состав Каршевской сельской администрации.

## Население
| 2002 | 2009 | 2010 | 2013 |
| ---- | ---- | ---- | ---- |
| 546  | ↘435 | ↘415 | ↘410 |

## Улицы
- ул. Мира,
- ул. Новая,
- ул. Озёрная,
- ул. Центральная.